# Трубіцино (Липецька область)
Трубіцино (рос. Трубицино) — присілок у Єлецькому районі Липецької області Російської Федерації.
Населення становить 263  особи. Належить до муніципального утворення Єлецька сільрада.

## Історія
З 13 червня 1934 до 26 вересня 1937 року у складі Воронезької області, у 1937-1954 роках — Орловської області. Відтак входить до складу Липецької області.
Згідно із законом від 2 липня 2004 року №114-оз органом місцевого самоврядування є Єлецька сільрада.

## Населення
| 1926 | 1932 | 2010 |
| ---- | ---- | ---- |
| 663  | ↗878 | ↘263 |